# (183963) 2004 DJ64
2004 دي جاي 64 (ويعرف أيضًا باسم (183963) 2004 دي جاي 64 وفق تسمية الكوكب الصغير) (بالإنجليزية: 2004 DJ64)‏ هو كويكب ضمن حزام الكويكبات؛ وترتيبه 183963 من حيث الاكتشاف.
اكتُشف هذا الجُرم الفلكي بواسطة مارك ويليام بوي في 26 فبراير 2004.

## وصلات خارجية
- (183963) 2004 DJ64 في قاعدة بيانات مختبر الدفع النفاث لأجرام النظام الشمسي الصغيرة

- الاكتشاف · مخطط المدار ·  العناصر المدارية · المعلمات المادية

- (183963) 2004 DJ64 على موقع ويكي سكاي: DSS2, SDSS, GALEX, IRAS, Hydrogen α, X-Ray, Astrophoto, Sky Map, Articles and images